# Tarentola fascicularis
Espèce
Synonymes
- Gecko fascicularis Daudin, 1802
- Tarentola mauritanica fascicularis (Daudin, 1802)

Tarentola fascicularis est une espèce de geckos de la famille des Phyllodactylidae.

## Répartition
Cette espèce se rencontre dans le centre de la Tunisie, en Libye et en Égypte.

## Taxinomie
Tarentola mauritanica fascicularis a été élevée au rang d'espèce par Vasconcelos, Perera, Geniez, Harris & Carranza en 2012.

## Liste des sous-espèces
Selon The Reptile Database (30 janvier 2014) :
- Tarentola fascicularis fascicularis (Daudin, 1802)
- Tarentola fascicularis wolfgangi Joger & Bshaenia, 2010

## Étymologie
la sous-espèce Tarentola fascicularis wolfgangi est nommée en l'honneur de Wolfgang Böhme

## Publications originales
- Daudin, 1802 : Histoire Naturelle, Générale et Particulière des Reptiles; ouvrage faisant suit à l'Histoire naturelle générale et particulière, composée par Leclerc de Buffon; et rédigee par C.S. Sonnini, membre de plusieurs sociétés savantes, vol. 4, F. Dufart, Paris, p. 1-397 (texte intégral).
- Joger & Bshaenia, 2010 : A new Tarentola subspecies (Reptilia: Gekkonidae) endemic to Tunisia. Bonn Zool. Bull., vol. 57, no 2, p. 267–274 (texte intégral).